# Седанкинский
Седанкинский вулкан (Миньчвентен) — щитовой вулкан на Камчатке в центральной части Срединного хребта.
Абсолютная высота — 1257 метров. Представляет собой правильный усечённый конус с отлогими склонами. Поднимается к югу от Седанкинского озера, располагаясь с юго-западной стороны Седанкинско-Еловского плато. Этот вулкан недавно излил массу лавы, которая растеклась широким покровом по его склонам, образовав внизу каменные гряды из глыб застывшей лавы. Объём изверженного материала ~ 8 км³.